# 짬뽕

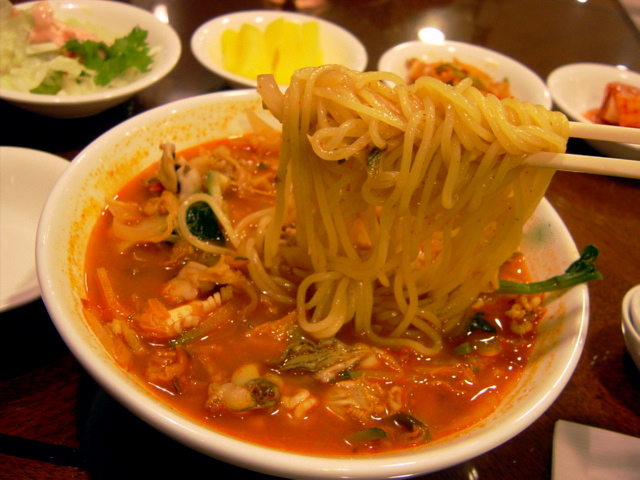
짬뽕상차림

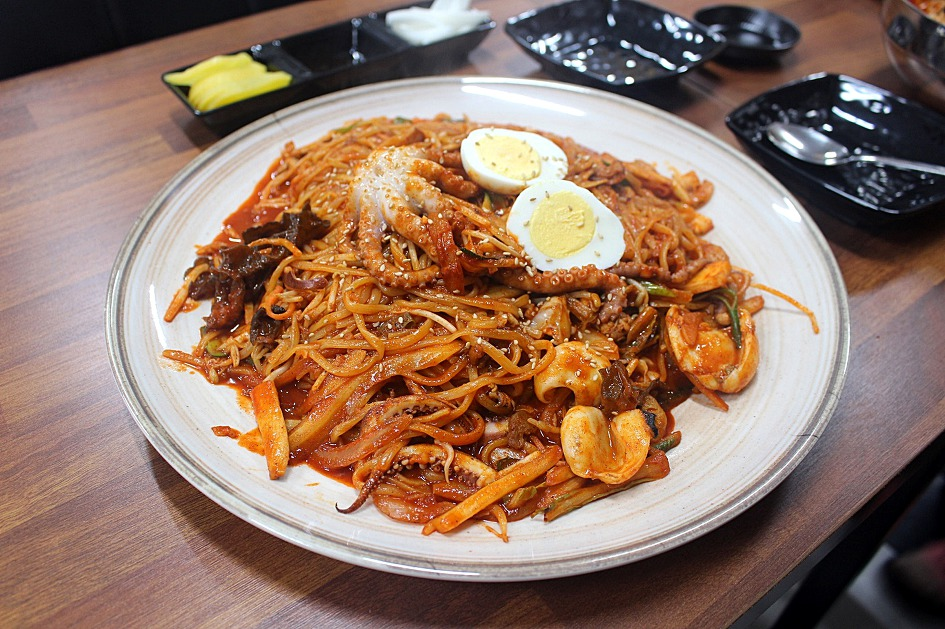
간짬뽕(볶음짬뽕)

짬뽕은 해산물 혹은 고기를 비롯한 다양한 채소를 기름에 볶고 난 후, 닭뼈나 돼지뼈로 만든 육수(肉水)를 넣어 끓이고 삶은 국수를 넣어 먹는 한국식 중국 요리다.
짜장면, 우동과 트로이카를 이루고 있는 중국집의 단골 메뉴로, 20세기 초부터 대한민국에 거주하던 화교들에 의해 소개되어 서민들의 사랑을 받고 있는 대표적인 외식 요리이다.

## 유래
이 음식은 중국 산둥식 "차오마몐(중국어 간체자: 炒码面, 정체자: 炒碼麵, 병음: chǎomǎmiàn, 한자음: 초마면)"에서 유래되었으며, 음식 이름은 일본어인 "잔폰(일본어: ちゃんぽん)"에서 유래하였다.
일본의 잔폰은 짬뽕과 달리 푸젠식 "먼몐(중국어 간체자: 焖面, 정체자: 燜麵, 병음: mènmiàn, 한자음: 민면)"에서 유래된 음식이지만, 일제 강점기 때 조선의 청요리인 초마면이 일본의 잔폰과 유사하다고 여겨 "짬뽕"으로 불리게 되었다.

## 종류

### 짬뽕
일반적인 짬뽕은 제철 채소를 많이 쓰며, 해산물이 많이 들어간다. 고추기름하고 고춧가루를 넣어서 매콤한 맛을 낸다. 요즘의 한국식 짬뽕은 붉은 색을 띄고 맵지만 초장기의 짬뽕 국물은 멀겋고 뿌연 회색 빛이었다. 한국인 입맛에 맞춰 여러 해산물을 넣다가 1960년대부터는 매운맛을 가미하게 되었고, 한동안 중국집 메뉴에 짬뽕과 매운 짬뽕이 공존하다가 1980년대에는 원래의 짬뽕은 자취를 감추고 매운 짬뽕만을 짬뽕으로 부르게 되었다.
굴 짬뽕이 짬뽕의 원형에 가깝다. 짬뽕에는 여러 가지 해산물과 각종 채소가 많이 들어가 푸짐하게 만들며, 면은 일반적으로 짜장면과 같은 것을 쓴다. 보통은 국물을 따로 만들어 두었다가 삶은 면에 부어 내놓기 때문에 짜장면처럼 빠르게 내놓을 수 있다.
볶음밥 같은 음식에 부수하여 국물로 내놓는다.

### 굴짬뽕
보통 한국의 짬뽕은 매운 맛이 많이 나는 붉은 짬뽕이지만 굴짬뽕은 굴의 담백하고 시원한 맛을 살리기 위해 고춧가루와 고추기름을 뺀 맑은 하얀 국물로 내어 놓는다.

### 삼선짬뽕
제철의 해물을 듬뿍 넣고 즉석에서 볶아 국물을 만들어 고급스럽게 요리한 짬뽕이다. 일반 짬뽕보다 고급 재료와 신선한 맛을 더 느낄 수 있다. 삼선은 육(땅), 해(바다), 공(하늘)의 진미를 말하며, 땅에서 나는 귀한 한가지, 바다에서 나는 귀한 한가지, 하늘에서 나는 귀한 한가지를 넣는다는 뜻으로 송이버섯, 해삼, 꿩을 의미한다.
그러나 최근에는 일반 짬뽕보다 좋은 재료를 넣어 만들었다는 의미로 이해할 수 있다.

### 비빔짬뽕
짬뽕이지만 국물이 없다. 즉 비빔면의 형태를 지닌 짬뽕으로서 국물이 없다는 점을 제외하고는 보통의 짬뽕과 내용물이 동일하다. 다른 종류의 짬뽕과는 달리 가격이 비싸며 판매하는 곳도 많지 않않다.

### 짬뽕밥
짬뽕에 면 대신 당면을 넣고 밥을 함께 제공하는 국밥 형태의 음식으로, 한국의 중국 음식점에서 단골 메뉴로 꼽힌다.

## 언어 표현의 확장
짬뽕이라는 말은 서로 다른 것들이 한데 섞여 있는 것을 가리키거나 '-하다'를 붙여 '짬뽕하다'라는 말로 일상에서 자주 쓰이는데, 짬뽕이라는 음식 이름 뿐 아니라 이런 언어 표현 역시 일본어에서 유래하였다.

## 같이 보기
- 짜장면
- 울면
- 잔폰
- 탕수육
- 중국 요리